# Nakajima Homare
Il Nakajima Homare (誉?, "lode" o, più generalmente, "onore") era un motore aeronautico radiale a 18 cilindri doppia stella raffreddato ad aria, prodotto dall'azienda giapponese Nakajima Hikōki KK durante la seconda guerra mondiale.
L'Homare, che apparteneva alla categoria dei motori da 2 000 CV (1 471 kW), venne usato sia dai velivoli della Marina imperiale giapponese che dai velivoli dell'Esercito. Data la designazione del servizio della Marina 'NK9, l'Homare venne inoltre identificato con la designazione societaria NBA, con la designazione sperimentale dell'Esercito Ha-45 (ハ45) o, nell'alternativa designazione "lunga" "(motore) radiale da 1900 CV raffreddato ad aria per l'esercito Tipo 4".

## Storia del progetto
Lo sviluppo dell'Homare iniziò nel 1940. Come base fu preso il Nakajima Sakae (per la marina) Ha-25 (nell'Esercito) a 14 cilindri. Ne risultò un motore estremamente compatto. Con i suoi 118 cm di diametro era solo 3 cm più grande del Sakae. Le misure di alesaggio e corsa, 130 x 150 mm, ne facevano un motore a corsa lunga.
La potenza prevista per l'Homare era di 1 800 CV (1 324 kW). La difficoltà di mantenere elevata la qualità fece però scendere la potenza a 1 300 CV (956 kW), molto sotto le potenzialità del progetto. Ne risentì anche l'affidabilità del motore, che fu sempre un problema.
Nonostante questo l'Homare fu il motore più utilizzato dai giapponesi della seconda guerra mondiale. La sua produzione fu di 9 089 esemplari. Fra gli aerei che equipaggiò vi fu anche il Nakajima Ki-84, probabilmente il miglior caccia terrestre giapponese del secondo conflitto mondiale.

## Velivoli utilizzatori
Giappone
- Aichi B7A Ryusei
- Kawanishi N1K-J
- Mitsubishi A7M
- Nakajima C6N
- Nakajima C8N
- Nakajima G8N
- Nakajima J5N
- Nakajima Ki-84 Hayate
- Yokosuka P1Y1

### Annotazioni
1. ↑  la fonte in lingua inglese lo cita come Nakajima Army Type 4 1,900 hp Air-Cooled Radial

### Fonti
1. ↑  Gunston 1989, p. 105.
2. ↑  USSBS 1947, p. 23 tab.14.